# Komîșuvaha, Orihiv
Komîșuvaha (în ucraineană Комишуваха) este o așezare de tip urban din raionul Orihiv, regiunea Zaporijjea, Ucraina. În afara localității principale, mai cuprinde și satele Hrîhorivske și Odarivka.

## Demografie
Componența lingvistică a așezării de tip urban Komîșuvaha
     Ucraineană (91,32%)
     Rusă (8,25%)
     Alte limbi (0,17%)
Conform recensământului din 2001, majoritatea populației așezării de tip urban Komîșuvaha era vorbitoare de ucraineană (91,32%), existând în minoritate și vorbitori de rusă (8,25%).